# Sendeturm Mont Cornu
Der Sendeturm Mont Cornu ist ein 90 Meter hoher Stahlfachwerkturm auf dem Mont Cornu in 1171 Meter über Meer östlich von La Chaux-de-Fonds im Schweizer Jura.

## Frequenzen und Programme

### Analoger Hörfunk (UKW)
| Frequenz (MHz) | Programm    | RDS PS   | RDS PI | Regionalisierung | ERP (kW) | Antennendiagramm rund (ND)/gerichtet (D) | Polarisation horizontal (H)/vertikal (V) |
| -------------- | ----------- | -------- | ------ | ---------------- | -------- | ---------------------------------------- | ---------------------------------------- |
| 92,3           | La Première | RTS-1ERE | 43D1   | –                | 1,4      | ND                                       | H                                        |
| 96,3           | Espace 2    | ESPACE2_ | 43D2   | –                | 1,4      | ND                                       | H                                        |
| 103,4          | Couleur 3   | COULEUR3 | 43D3   | –                | 1,4      | ND                                       | H                                        |

### Analoges Fernsehen
Bis zur Umstellung auf DVB-T wurden folgende Programme in analogem PAL gesendet:
| Kanal | Frequenz (MHz) | Programm | ERP (kW) | Sendediagramm rund (ND)/ gerichtet (D) | Polarisation horizontal (H)/ vertikal (V) |
| ----- | -------------- | -------- | -------- | -------------------------------------- | ----------------------------------------- |
| 9     | 203,25         | TSR 1    | 4        | D                                      | H                                         |
| 32    | 559,25         | SF 1     | 18       | D                                      | H                                         |
| 35    | 583,25         | TSR 2    | 18       | D                                      | H                                         |

### Digitales Fernsehen (DVB-T)
Der DVB-T Sendebetrieb wurde am 3. Juni 2019 eingestellt.
| Kanal | Frequenz (in MHz) | Multiplex | Programme im Multiplex                 | ERP (in kW) | Antennen- diagramm rund (ND) / gerichtet (D) | Polarisation horizontal (H) / vertikal (V) |
| ----- | ----------------- | --------- | -------------------------------------- | ----------- | -------------------------------------------- | ------------------------------------------ |
| 30    | 546               | SRG F01   | - RTS Un - SRF 1 - RSI LA 1 - RTS Deux |             |                                              |                                            |